# Грачівка (Калінінградська область)
Грачівка (рос. Грачёвка, нім. Kraam, лит. Kramava) — селище Зеленоградського району, Калінінградської області Росії. Входить до складу Красноторовського сільського поселення.
Населення — 516 осіб (2015 рік).

## Населення
| 2002 | 2010 |
| ---- | ---- |
| 495  | ↗516 |